# 钙铬榴石
钙铬榴石（英語：Uvarovite）是一種含鉻石榴石族的物種，化學式Ca3Cr2Si3O12。1832年由傑邁因·亨利·赫斯發現，以俄羅斯政治家和業餘礦物收藏家謝爾蓋·謝苗諾維奇·烏瓦羅夫（1765年-1855年）伯爵的名字命名。钙铬榴石與其他含鈣的石榴石、包括钙铁榴石和鈣鋁榴石等一起被歸類為鈣石榴石組，是石榴石組稀有的礦物之一。

### 性状
钙铬榴石與鈣鋁榴石或鈣鐵榴石形成固溶體系列，通常產於超基性岩中，与铬铁矿共生，亦产于矽卡岩中，含有铬铁矿蛇纹岩的热液蚀变出来，也产于由白云岩石和铬铁矿反应产生的矽卡岩和变质的石灰岩中。 
伴生礦物包括铬铁矿、黝帘石、透辉石、橄榄石、白云石、透闪石、石英、斜长石、绿帘石、绿泥石、方解石、铬铁矿、辉石等.
錳鉛榴石-鈣鋁榴石系列礦物在低壓下可在高達1410 °C的溫度保持穩定的狀態。 

### 產地
錳鉛榴石分佈很廣，最重要的產地是芬蘭奧托昆普（現已關閉）的銅礦，大多數博物館標本都是從那裡收集的。在 Outokumpu 地區的錳鉛榴石產於屬於富鉻的矽酸鹽相，與火山活動造成的銅-鈷-鋅硫化物礦床有關，並含異常高的鉻含量。
美國的錳鉛榴石主要在新墨西哥州、亞利桑那州和加利福尼亞州以及東部的賓夕法尼亞州的蘭開斯特縣。其他美洲產地還有古巴東部 。
歐洲產地除了奧托昆普遺址以外，還有挪威羅羅斯，芬蘭皮特卡蘭塔，意大利瓦爾馬倫科，西班牙維納斯克，土耳其，以及俄羅斯的Biserk和薩拉內 。 在南非德蘭士瓦的Bushveld火成岩複合體 和博茨瓦納的Vumba片岩帶  都發現了钙铬榴石。 亞洲的台灣 和日本，澳大利亞（新南威爾士州南部的鉻鐵礦礦床）都發現過钙铬榴石。